# Нижнекарышевский сельсовет
Нижнекарышевский сельсовет — муниципальное образование в Балтачевском районе Башкортостана.

## История
Согласно «Закону о границах, статусе и административных центрах муниципальных образований в Республике Башкортостан» имеет статус сельского поселения. В 2008 году в состав сельсовета вошёл Зилязекулевский сельсовет.
Закон Республики Башкортостан от 19.11.2008 N 49-з «Об изменениях в административно-территориальном устройстве Республики Башкортостан в связи с объединением отдельных сельсоветов и передачей населённых пунктов», ст.1 п.8) б) гласит:

 "Внести следующие изменения в административно-территориальное устройство Республики Башкортостан:
 б) объединить Нижнекарышевский и Зилязекулевский сельсоветы с
сохранением наименования «Нижнекарышевский» с административным центром в
деревне Верхнекарышево.
Включить деревни Зилязекулево, Кизганбашево, Начарово Зилязекулевского сельсовета в состав Нижнекарышевского сельсовета.

Утвердить границы Нижнекарышевского сельсовета согласно представленной схематической карте.

Исключить из учётных данных Зилязекулевский сельсовет

## Население
| 2002  | 2009  | 2010  | 2012  | 2013  | 2014  | 2015  |
| ----- | ----- | ----- | ----- | ----- | ----- | ----- |
| 2199  | ↘2121 | ↘1663 | ↘1578 | ↘1523 | ↘1447 | ↘1373 |
| 2016  | 2017  |       |       |       |       |       |
| ↘1319 | ↘1290 |       |       |       |       |       |

## Состав сельского поселения
| № | Населённый пункт | Тип населённого пункта          | Население |
| - | ---------------- | ------------------------------- | --------- |
| 1 | Верхнекарышево   | деревня, административный центр | ↘439      |
| 2 | Нижнекарышево    | село                            | ↘387      |
| 3 | Начарово         | деревня                         | ↘268      |
| 4 | Кизганбашево     | деревня                         | ↘158      |
| 5 | Зилязекулево     | деревня                         | ↘146      |
| 6 | Чуртанлыкуль     | деревня                         | ↘129      |
| 7 | Анновка          | деревня                         | ↘71       |
| 8 | Кызыл Восток     | деревня                         | ↘43       |
| 9 | Кызыл-Куль       | деревня                         | ↘22       |